# Hard Candy (album của Madonna)
Hard Candy là album phòng thu thứ mười một của ca sĩ người Mỹ Madonna, phát hành ngày 18 tháng 4 năm 2008 bởi Warner Bros. Records. Đây cũng là album phòng thu cuối cùng của Madonna hợp tác với hãng đĩa, sau khi cô ký kết một thỏa thuận 360 trị giá 120 triệu đô la trong mười năm với công ty giải trí Live Nation vào năm 2007, bao gồm tất cả những hoạt động kinh doanh liên quan đến âm nhạc như lưu diễn, kinh doanh hàng hóa và tài trợ liên quan. Sau khi kết thúc chuyến lưu diễn Confessions Tour (2006), nữ ca sĩ bắt đầu quan tâm đến những tác phẩm của ca sĩ người Mỹ Justin Timberlake và muốn ngỏ ý hợp tác với anh để thực hiện album. Khác với xu hướng kết hợp với những nhà sản xuất châu Âu tương đối vô danh trong những đĩa nhạc trước, cô bắt đầu tiếp cận đến nhiều cộng tác viên nổi tiếng cho Hard Candy, bao gồm Timbaland, Timberlake, Danja và bộ đôi The Neptunes gồm Pharrell Williams và Chad Hugo. Đây là một bản thu âm dance-pop kết hợp với những thể loại urban như R&B và hip-hop, trong đó nội dung ca từ của album mang hơi hướng tự truyện và đề cập đến những chủ đề về tình yêu, tự trao quyền, trả thù, tình dục và âm nhạc.
Tiêu đề của Hard Candy ám chỉ đến sự đối lập giữa sự cứng rắn và ngọt ngào của kẹo, trong đó Madonna hóa thân thành võ sĩ quyền anh trên bìa đĩa album. Trước khi ra mắt, nữ ca sĩ hợp tác với một số tập đoàn viễn thông để đăng tải trước những bài hát của đĩa nhạc vào điện thoại của họ, giúp cô trở thành một trong những nghệ sĩ lớn đầu tiên quảng bá album bằng công nghệ di động. Hard Candy nhận được những phản ứng trái chiều từ các nhà phê bình âm nhạc, trong đó họ đánh giá cao bản chất sôi động của tác phẩm nhưng vấp phải nhiều sự chỉ trích bởi khâu sản xuất được cho là quá giống với những dự án do những cộng tác viên trong album thực hiện cho ca sĩ khác. Ngoài ra, một số quan điểm cho rằng Madonna không còn tạo nên xu hướng mới và bắt đầu chạy theo thời đại. Tuy nhiên, Hard Candy vẫn gặt hái những thành công vượt trội về mặt thương mại khi thống trị các bảng xếp hạng tại hơn 37 quốc gia, bao gồm Úc, Canada, Hà Lan, Pháp, Đức, Ý, Nhật Bản, Tây Ban Nha, Thụy Điển, Thụy Sĩ và Vương quốc Anh, đồng thời lọt vào top 5 ở tất cả những thị trường còn lại. Tính đến nay, album đã bán được hơn bốn triệu bản trên toàn cầu.
Hard Candy ra mắt ở vị trí số một trên bảng xếp hạng Billboard 200 với 280,000 bản, trở thành album quán quân thứ bảy của Madonna tại Hoa Kỳ và giúp cô đứng thứ hai trong danh sách những nghệ sĩ nữ có nhiều album đứng đầu nhất lúc bấy giờ, chỉ đứng sau Barbra Streisand. Ba đĩa đơn đã được phát hành từ album, trong đó "4 Minutes" được chọn làm đĩa đơn mở đường và đứng đầu các bảng xếp hạng tại 21 quốc gia. Đây cũng là đĩa đơn thứ 37 trong sự nghiệp của Madonna vươn đến top 10 trên bảng xếp hạng Billboard Hot 100, giúp cô phá vỡ kỷ lục về lượng đĩa đơn top 10 nhiều nhất trong lịch sử của Elvis Presley. Đĩa đơn thứ hai "Give It 2 Me" cũng vươn đến top 10 ở nhiều thị trường lớn, trong khi "Miles Away" chỉ đạt được những thành tích tương đối. Ngoài ra, hai đĩa đơn đầu tiên còn nhận được hai đề cử giải Grammy tại lễ trao giải thường niên lần thứ 51, lần lượt ở hạng mục Hợp tác giọng pop xuất sắc nhất và Thu âm nhạc dance xuất sắc nhất. Để quảng bá album, nữ ca sĩ thực hiện chuyến lưu diễn Sticky & Sweet Tour (2008-09) với 85 đêm diễn và đi qua ba châu lục, sau đó nắm giữ kỷ lục là chuyến lưu diễn của nghệ sĩ nữ có doanh thu cao nhất trong 15 năm.

## Danh sách bài hát
| Hard Candy – Phiên bản tiêu chuẩn | Hard Candy – Phiên bản tiêu chuẩn                        | Hard Candy – Phiên bản tiêu chuẩn               | Hard Candy – Phiên bản tiêu chuẩn                          | Hard Candy – Phiên bản tiêu chuẩn |
| STT                               | Nhan đề                                                  | Sáng tác                                        | Sản xuất                                                   | Thời lượng                        |
| --------------------------------- | -------------------------------------------------------- | ----------------------------------------------- | ---------------------------------------------------------- | --------------------------------- |
| 1.                                | "Candy Shop"                                             | Madonna Pharrell Williams                       | The Neptunes Madonna [a]                                   | 4:16                              |
| 2.                                | "4 Minutes" (hợp tác với Justin Timberlake và Timbaland) | Madonna Tim Mosley Justin Timberlake Nate Hills | Timbaland Timberlake Danja                                 | 4:04                              |
| 3.                                | "Give It 2 Me"                                           | Madonna Williams                                | The Neptunes Madonna [a]                                   | 4:48                              |
| 4.                                | "Heartbeat"                                              | Madonna Williams                                | The Neptunes Madonna [a]                                   | 4:04                              |
| 5.                                | "Miles Away"                                             | Madonna Mosley Timberlake Hills                 | Timbaland Timberlake Danja                                 | 4:49                              |
| 6.                                | "She's Not Me"                                           | Madonna Williams                                | The Neptunes Madonna [a]                                   | 6:05                              |
| 7.                                | "Incredible"                                             | Madonna Williams                                | The Neptunes Madonna [a]                                   | 6:20                              |
| 8.                                | "Beat Goes On" (hợp tác với Kanye West)                  | Madonna Williams West                           | The Neptunes Madonna [a]                                   | 4:27                              |
| 9.                                | "Dance 2Night"                                           | Madonna Mosley Timberlake Hannon Lane           | Timbaland Timberlake Lane [a] Demacio "Demo" Castellon [b] | 5:03                              |
| 10.                               | "Spanish Lesson"                                         | Madonna Williams                                | The Neptunes Madonna [a]                                   | 3:38                              |
| 11.                               | "Devil Wouldn't Recognize You"                           | Madonna Mosley Timberlake Hills Joe Henry       | Timbaland Timberlake Danja                                 | 5:09                              |
| 12.                               | "Voices"                                                 | Madonna Mosley Timberlake Hills Lane            | Timbaland Timberlake Danja Lane [a]                        | 3:39                              |
| Tổng thời lượng:                  | Tổng thời lượng:                                         | Tổng thời lượng:                                | Tổng thời lượng:                                           | 56:22                             |

| Hard Candy – Phiên bản tại Nhật Bản và đặt trước trên iTunes Store (bản nhạc bổ sung) | Hard Candy – Phiên bản tại Nhật Bản và đặt trước trên iTunes Store (bản nhạc bổ sung) | Hard Candy – Phiên bản tại Nhật Bản và đặt trước trên iTunes Store (bản nhạc bổ sung) | Hard Candy – Phiên bản tại Nhật Bản và đặt trước trên iTunes Store (bản nhạc bổ sung) | Hard Candy – Phiên bản tại Nhật Bản và đặt trước trên iTunes Store (bản nhạc bổ sung) |
| STT                                                                                   | Nhan đề                                                                               | Sáng tác                                                                              | Sản xuất                                                                              | Thời lượng                                                                            |
| ------------------------------------------------------------------------------------- | ------------------------------------------------------------------------------------- | ------------------------------------------------------------------------------------- | ------------------------------------------------------------------------------------- | ------------------------------------------------------------------------------------- |
| 13.                                                                                   | "Ring My Bell"                                                                        | Madonna Williams                                                                      | The Neptunes Madonna [a]                                                              | 3:54                                                                                  |
| Tổng thời lượng:                                                                      | Tổng thời lượng:                                                                      | Tổng thời lượng:                                                                      | Tổng thời lượng:                                                                      | 60:16                                                                                 |

| Hard Candy – Phiên bản Hộp kẹo giới hạn (bản nhạc bổ sung) | Hard Candy – Phiên bản Hộp kẹo giới hạn (bản nhạc bổ sung)                        | Hard Candy – Phiên bản Hộp kẹo giới hạn (bản nhạc bổ sung) | Hard Candy – Phiên bản Hộp kẹo giới hạn (bản nhạc bổ sung) |
| STT                                                        | Nhan đề                                                                           | Sản xuất                                                   | Thời lượng                                                 |
| ---------------------------------------------------------- | --------------------------------------------------------------------------------- | ---------------------------------------------------------- | ---------------------------------------------------------- |
| 13.                                                        | "4 Minutes" (hợp tác với Justin Timberlake và Timbaland) (Tracy Young House Edit) | Timbaland Timberlake Danja Tracy Young [c]                 | 3:33                                                       |
| 14.                                                        | "4 Minutes" (hợp tác với Justin Timberlake và Timbaland) (Rebirth Remix Edit)     | Timbaland Timberlake Danja Demacio "Demo" Castellon [c]    | 3:42                                                       |
| Tổng thời lượng:                                           | Tổng thời lượng:                                                                  | Tổng thời lượng:                                           | 63:41                                                      |

| Hard Candy – Phiên bản nhạc số cao cấp (bản nhạc bổ sung) | Hard Candy – Phiên bản nhạc số cao cấp (bản nhạc bổ sung)                            | Hard Candy – Phiên bản nhạc số cao cấp (bản nhạc bổ sung) | Hard Candy – Phiên bản nhạc số cao cấp (bản nhạc bổ sung) |
| STT                                                       | Nhan đề                                                                              | Sản xuất                                                  | Thời lượng                                                |
| --------------------------------------------------------- | ------------------------------------------------------------------------------------ | --------------------------------------------------------- | --------------------------------------------------------- |
| 13.                                                       | "4 Minutes" (hợp tác với Justin Timberlake và Timbaland) (Peter Saves New York Edit) | Timbaland Timberlake Danja Peter Rauhofer [c]             | 5:00                                                      |
| 14.                                                       | "4 Minutes" (hợp tác với Justin Timberlake và Timbaland) (Junkie XL Remix Edit)      | Timbaland Timberlake Danja Junkie XL [c]                  | 4:37                                                      |
| 15.                                                       | "Give It 2 Me" (Paul Oakenfold Edit)                                                 | The Neptunes Madonna [a] Paul Oakenfold [c]               | 4:59                                                      |
| Tổng thời lượng:                                          | Tổng thời lượng:                                                                     | Tổng thời lượng:                                          | 70:58                                                     |

| Hard Candy – Phiên bản LP giới hạn (đĩa kèm theo) | Hard Candy – Phiên bản LP giới hạn (đĩa kèm theo)                               | Hard Candy – Phiên bản LP giới hạn (đĩa kèm theo) | Hard Candy – Phiên bản LP giới hạn (đĩa kèm theo) |
| STT                                               | Nhan đề                                                                         | Sản xuất                                          | Thời lượng                                        |
| ------------------------------------------------- | ------------------------------------------------------------------------------- | ------------------------------------------------- | ------------------------------------------------- |
| 1.                                                | "4 Minutes" (hợp tác với Justin Timberlake và Timbaland) (Tracy Young Mixshow)  | Timbaland Timberlake Danja Young [c]              | 6:19                                              |
| 2.                                                | "4 Minutes" (hợp tác với Justin Timberlake và Timbaland) (Peter Saves New York) | Timbaland Timberlake Danja Rauhofer [c]           | 10:52                                             |
| Tổng thời lượng:                                  | Tổng thời lượng:                                                                | Tổng thời lượng:                                  | 67:33                                             |

Ghi chú
- ^a  nghĩa là đồng sản xuất
- ^b  nghĩa là sản xuất bổ sung
- ^c  nghĩa là người phối lại và sản xuất bổ sung

## Xếp hạng
| Bảng xếp hạng (2008)                     | Vị trí cao nhất |
| ---------------------------------------- | --------------- |
| Album Argentina (CAPIF)                  | 1               |
| Album Úc (ARIA)                          | 1               |
| Album Áo (Ö3 Austria)                    | 1               |
| Album Bỉ (Ultratop Vlaanderen)           | 2               |
| Album Bỉ (Ultratop Wallonie)             | 2               |
| Album Brazil (Top Álbuns Brasil)         | 1               |
| Album Canada (Billboard)                 | 1               |
| Album Chile (IFPI Chile)                 | 1               |
| Album Croatia Quốc tế (HDU)              | 1               |
| Album Cộng hòa Séc (ČNS IFPI)            | 1               |
| Album Đan Mạch (Hitlisten)               | 1               |
| Album Hà Lan (Album Top 100)             | 1               |
| Album Châu Âu (Billboard)                | 1               |
| Album Phần Lan (Suomen virallinen lista) | 1               |
| Album Pháp (SNEP)                        | 1               |
| Album Đức (Offizielle Top 100)           | 1               |
| Album Hy Lạp (IFPI)                      | 1               |
| Album Hungaria (MAHASZ)                  | 2               |
| Album Iceland (Tónlistinn)               | 4               |
| Album Ireland (IRMA)                     | 1               |
| Album Ý (FIMI)                           | 1               |
| Album Nhật Bản (Oricon)                  | 1               |
| Album Mexico (Top 100 Mexico)            | 3               |
| Album New Zealand (RMNZ)                 | 5               |
| Album Na Uy (VG-lista)                   | 2               |
| Album Ba Lan (ZPAV)                      | 1               |
| Album Bồ Đào Nha (AFP)                   | 1               |
| Album Scotland (OCC)                     | 1               |
| Album Tây Ban Nha (PROMUSICAE)           | 1               |
| Album Thụy Điển (Sverigetopplistan)      | 1               |
| Album Thụy Sĩ (Schweizer Hitparade)      | 1               |
| Album Anh Quốc (OCC)                     | 1               |
| Album Hoa Kỳ Billboard 200               | 1               |

| Bảng xếp hạng (2008)            | Vị trí cao nhất |
| ------------------------------- | --------------- |
| Album Argentina (CAPIF)         | 3               |
| Album Nhật Bản Quốc tế (Oricon) | 1               |
| Album Hàn Quốc (RIAK)           | 4               |
| Album Uruguay (CUDISCO)         | 5               |

| Bảng xếp hạng (2008)                             | Vị trí |
| ------------------------------------------------ | ------ |
| Album Úc (ARIA)                                  | 47     |
| Album Áo (Ö3 Austria)                            | 20     |
| Album Bỉ (Ultratop Flanders)                     | 22     |
| Album Bỉ (Ultratop Wallonia)                     | 25     |
| Album Canada (Billboard)                         | 9      |
| Album Croatia Tổng hợp (HDU)                     | 14     |
| Album Đan Mạch (Hitlisten)                       | 16     |
| Album Hà Lan (Album Top 100)                     | 10     |
| Album Châu Âu (Billboard)                        | 7      |
| Album Phần Lan Quốc tế (Suomen virallinen lista) | 6      |
| Album Pháp (SNEP)                                | 23     |
| Album Đức (Offizielle Top 100)                   | 14     |
| Album Hy Lạp (IFPI)                              | 12     |
| Album Hungaria (MAHASZ)                          | 5      |
| Album Ý (FIMI)                                   | 7      |
| Album Nhật Bản (Billboard Japan)                 | 60     |
| Album Nhật Bản (Oricon)                          | 42     |
| Album Mexico (Top 100 Mexico)                    | 6      |
| Album Na Uy (VG-lista)                           | 7      |
| Album Tây Ban Nha (PROMUSICAE)                   | 30     |
| Album Thụy Điển (Sverigetopplistan)              | 14     |
| Album Thụy Sĩ (Schweizer Hitparade)              | 8      |
| Album Anh Quốc (OCC)                             | 36     |
| Hoa Kỳ Billboard 200                             | 53     |
| Album Toàn cầu (IFPI)                            | 11     |

## Chứng nhận
| Quốc gia                                                                           | Chứng nhận  | Số đơn vị/doanh số chứng nhận |
| ---------------------------------------------------------------------------------- | ----------- | ----------------------------- |
| Argentina (CAPIF)                                                                  | Bạch kim    | 40.000^                       |
| Úc (ARIA)                                                                          | Bạch kim    | 70.000^                       |
| Áo (IFPI Áo)                                                                       | Bạch kim    | 20.000*                       |
| Bỉ (BEA)                                                                           | Bạch kim    | 30.000*                       |
| Brasil (Pro-Música Brasil)                                                         | —           | 50,000                        |
| Canada (Music Canada)                                                              | Bạch kim    | 169,000                       |
| Chile (IFPI Chile)                                                                 | Vàng        | 7,500                         |
| Cộng hòa Séc (ČNS IFPI)                                                            | 2× Bạch kim |                               |
| Đan Mạch (IFPI Đan Mạch)                                                           | Bạch kim    | 30.000^                       |
| Phần Lan (Musiikkituottajat)                                                       | Bạch kim    | 22,011                        |
| Pháp (SNEP)                                                                        | Bạch kim    | 240,000                       |
| Đức (BVMI)                                                                         | Bạch kim    | 300.000^                      |
| Hy Lạp (IFPI Hy Lạp)                                                               | Bạch kim    | 15.000^                       |
| Hungary (Mahasz)                                                                   | Vàng        | 3.000^                        |
| Ireland (IRMA)                                                                     | Bạch kim    | 15.000^                       |
| Ý (FIMI)                                                                           | —           | 175,774                       |
| Nhật Bản (RIAJ)                                                                    | Bạch kim    | 252,520                       |
| México (AMPROFON)                                                                  | Bạch kim    | 80.000^                       |
| Hà Lan (NVPI)                                                                      | Bạch kim    | 60.000^                       |
| Ba Lan (ZPAV)                                                                      | Bạch kim    | 20.000*                       |
| Bồ Đào Nha (AFP)                                                                   | Vàng        | 10.000^                       |
| Nga (NFPF)                                                                         | 4× Bạch kim | 80.000*                       |
| Slovakia (IFPI Slovakia)                                                           | 3× Bạch kim | 6,000                         |
| Hàn Quốc (KMCA)                                                                    | —           | 4,525                         |
| Tây Ban Nha (PROMUSICAE)                                                           | Vàng        | 43,500                        |
| Thụy Điển (GLF)                                                                    | Vàng        | 40,000                        |
| Thụy Sĩ (IFPI)                                                                     | Bạch kim    | 30.000^                       |
| Thổ Nhĩ Kỳ (Mü-Yap)                                                                | Vàng        | 5.000*                        |
| Anh Quốc (BPI)                                                                     | Bạch kim    | 335,523                       |
| Hoa Kỳ (RIAA)                                                                      | Vàng        | 751,000                       |
| Tổng hợp                                                                           |             |                               |
| Châu Âu (IFPI)                                                                     | Bạch kim    | 1.000.000*                    |
| Toàn cầu                                                                           | —           | 4,000,000                     |
| * Chứng nhận dựa theo doanh số tiêu thụ. ^ Chứng nhận dựa theo doanh số nhập hàng. |             |                               |

## Lịch sử phát hành
| Khu vực        | Ngày             | Định dạng        | Phiên bản  | Hãng đĩa | Ct      |
| -------------- | ---------------- | ---------------- | ---------- | -------- | ------- |
| Mexico         | 18 tháng 4, 2008 | CD tải nhạc số   | Tiêu chuẩn | Warner   | [ 112 ] |
| Châu Âu        | 25 tháng 4, 2008 | CD tải nhạc số   | Tiêu chuẩn | Warner   | [ 113 ] |
| Vương quốc Anh | 29 tháng 4, 2008 | CD tải nhạc số   | Tiêu chuẩn | Warner   | [ 114 ] |
| Hoa Kỳ         | 29 tháng 4, 2008 | CD tải nhạc số   | Tiêu chuẩn | Warner   | [ 115 ] |
| Hoa Kỳ         | 29 tháng 4, 2008 | CD tải nhạc số   | Đặc biệt   | Warner   | [ 116 ] |
| Vương quốc Anh | 12 tháng 5, 2008 | CD tải nhạc số   | Đặc biệt   | Warner   | [ 117 ] |
| Vương quốc Anh | 19 tháng 5, 2008 | LP 3 đĩa box set | Đặc biệt   | Maverick | [ 118 ] |
| Hoa Kỳ         | 10 tháng 6, 2008 | LP 3 đĩa box set | Đặc biệt   | Warner   | [ 119 ] |